# Getränkeland
Die Getränkeland Heidebrecht GmbH & Co. KG ist eine Getränkefachmarkt-Einzelhandelskette mit 116 Filialen im Nordosten Deutschlands. Der Hauptsitz befindet sich in Elmenhorst/Lichtenhagen bei Rostock.

## Geschichte
Im Juni 1990 erfolgte die Gründung des Unternehmens unter dem Namen Getränkeland GmbH Heidebrecht und Bigale, Neustrelitz. Die Eröffnung der ersten Filiale war in Goldberg, Mecklenburg-Vorpommern. Anfang 1996 erfolgte die Verschmelzung mit der 1995 gegründeten Getränkeland Heidebrecht & Co. KG, Neustrelitz. Deren Kommanditist Rüdiger Heidebrecht war zunächst auch Geschäftsführer der Getränkeland GmbH Heidebrecht und Bigale gewesen. Mit der Verschmelzung ging die Sitzverlegung nach Elmenhorst/Lichtenhagen einher. Zudem erfolgte der Umzug der Zentralverwaltung von Neustrelitz nach Satow. Der Sohn des Firmengründers, Axel Heidebrecht, stieg ins Unternehmen ein und leitete den Bereich Einkauf.
2000 folgte die Fertigstellung der jetzigen Zentralverwaltung mit Marktanbindung in Elmenhorst/Lichtenhagen-Dorf.
2004 war die Einführung der ersten Eigenmarke „Axel Heidebrecht Editionsweine“. Der Firmengründer zog sich 2006 zurück und übergab die Leitung an seinen Sohn Axel, der nun geschäftsführender Gesellschafter ist. Fabian Heidebrecht stieg 2017 ins Unternehmen ein, er wurde 2019 zum Geschäftsführer bestellt und führt den Vertrieb.